# 圣普列斯特昂米拉
圣普列斯特昂米拉（法語：Saint-Priest-en-Murat，法語發音：[sɑ̃ pʁijɛ(st) ɑ̃ myʁa]）是法国阿列省的一个市镇，属于蒙吕松区。

## 地理
圣普列斯特昂米拉（46°20'58"N, 2°54'44"E）面积25.48 平方千米，位于法国奥弗涅-罗讷-阿尔卑斯大区阿列省，该省份为法国中部省份，北起涅夫勒省、西北接谢尔省，西南至克勒兹省，南至多姆山省，东南临卢瓦尔省，东临索恩-卢瓦尔省。
与圣普列斯特昂米拉接壤的市镇（或旧市镇、城区）包括：贝兹内、沙普、米拉、圣博内德富尔、萨兹雷、阿列自由城。
圣普列斯特昂米拉的时区为UTC+01:00、UTC+02:00（夏令时）。

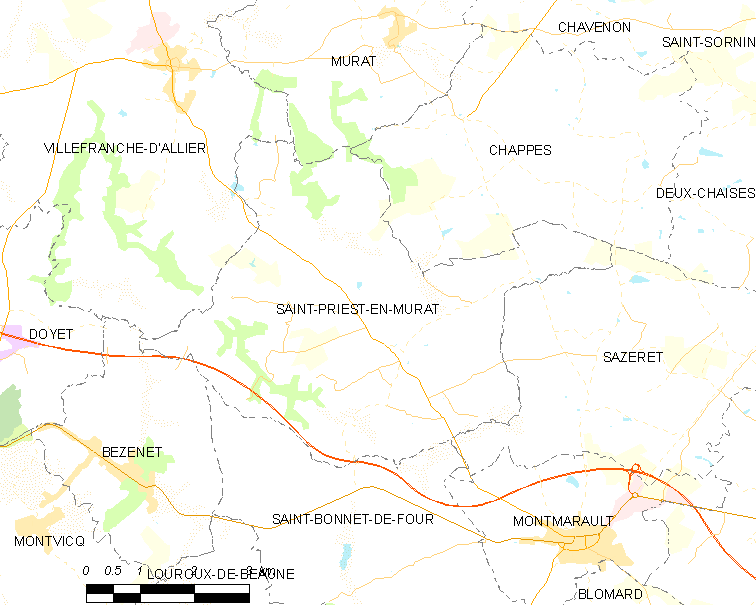
圣普列斯特昂米拉的OSM定位图

## 行政
圣普列斯特昂米拉的邮政编码为03390，INSEE市镇编码为03256。

## 政治
圣普列斯特昂米拉所属的省级选区为科芒特里县。

## 人口

1962-2008年间圣普列斯特昂米拉人口变化图示

圣普列斯特昂米拉于2022年1月1日时的人口数量为213人。